# Franco Interlenghi
Franco Interlenghi, född 29 oktober 1931 i Rom, död 10 september 2015 i samma stad, var en italiensk skådespelare.

## Roller i urval
- 1946 – Ungdomsfängelset
- 1950 – En söndag i augusti
- 1951 – Teresa
- 1952 – Don Camillo och hans lilla värld
- 1952 – Åklagaren
- 1953 – Gänget
- 1953 – La provinciale
- 1954 – Barfotagrevinnan
- 1954 – Eviga äventyr
- 1957 – Farväl till vapnen
- 1957 – Padri e figli
- 1959 – Den hårda natten